# Laurianne Delabarre
Laurianne Delabarre (* 24. April 1987 in Guingamp) ist eine französische Volleyballspielerin.

## Karriere
Delabarre stammt aus einer sportlichen Familie und begann mit dem Volleyball im Alter von zehn Jahren. In ihrer Jugend spielte sie zunächst in ihrer bretonischen Heimat bei Goëlo Saint-Brieuc und später bei La Rochette Volley und in Vincennes im „Institut Fédéral de Volley-Ball“.

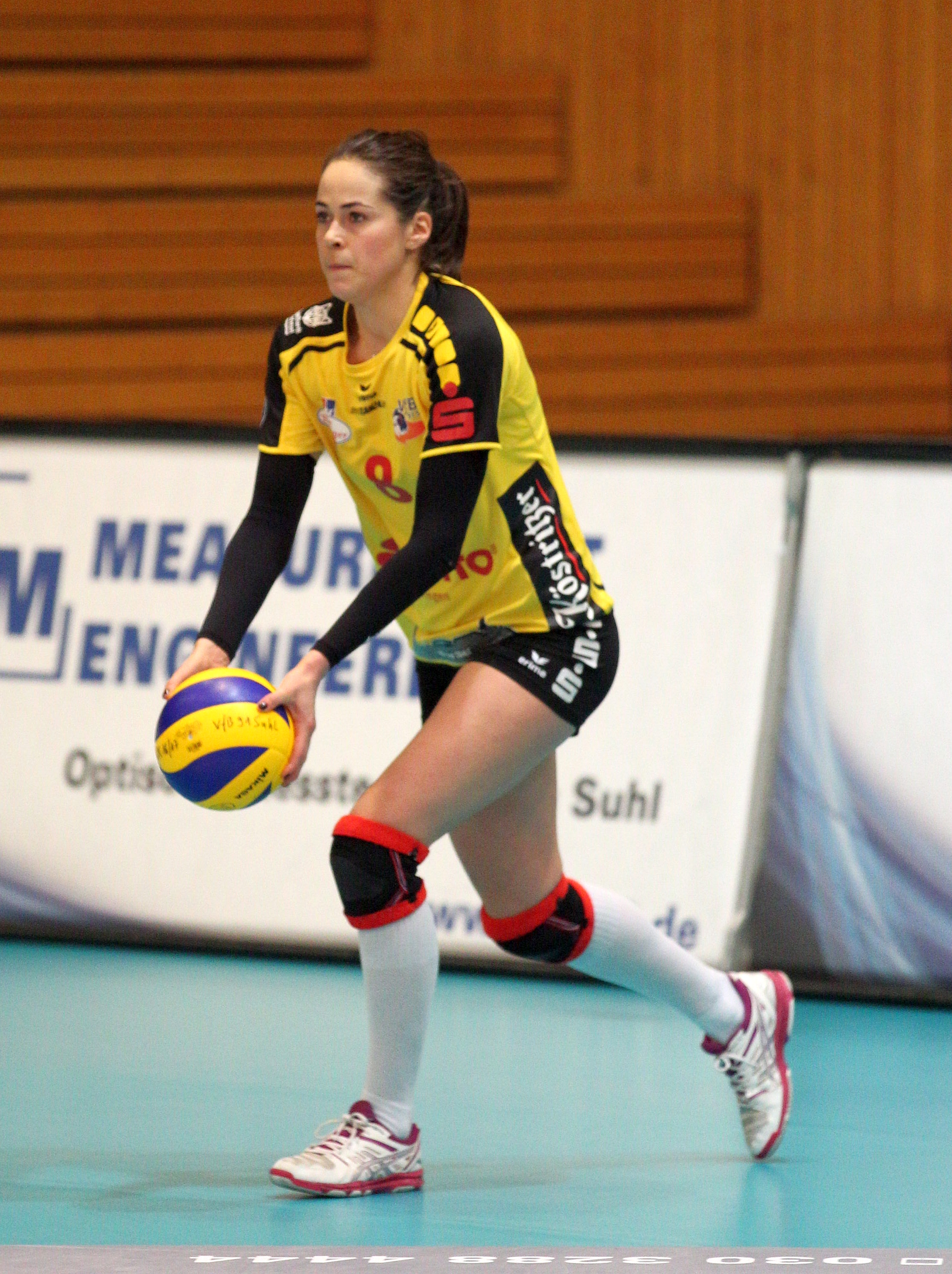
2017 im Trikot des VfB Suhl

Ihre Profi-Laufbahn begann Delabarre 2004 bei Évreux Volley-Ball und war in den folgenden Jahren bei Stade Français, bei La Rochette Volley und bei Hainaut Volley aktiv. 2010 wechselte sie zum Spitzenclub RC Cannes, mit dem sie 2011 und 2012 französische Meisterin und Pokalsiegerin wurde sowie 2012 das Finale der Champions League erreichte. Mit Béziers Volley gewann sie 2013 die französische Vizemeisterschaft. Anschließend war die Zuspielerin in der Schweiz beim VC Kanti Schaffhausen aktiv. 2014 kehrte Delabarre nach Frankreich zurück und spielte bei Vannes Volley-Ball und ein Jahr später erneut bei Stade Français. 2016/17 spielte sie in der deutschen Bundesliga beim VfB 91 Suhl.
Delabarre spielte von 2001 bis 2004 in der französischen Jugend-Nationalmannschaft und kommt seit 2009 in der A-Nationalmannschaft zum Einsatz.